# Gurahonț
Gurahonț (en hongrois : Gurahonc ou Honctõ) est une commune du județ d'Arad, Roumanie qui compte 3 973 habitants.
La commune est composée de 10 villages : Bonțești, Dulcele, Feniș, Gurahonț, Honțișor, Iosaș, Mustești, Pescari, Valea Mare et Zimbru.

## Culture
D'après le recensement de 2011, la commune compte 3 973 habitants, en forte baisse par rapport au recensement de 2002 où elle en comptait 4 506.